# Вишеславцев Микола Миколайович
Микола Миколайович Вишеславцев (нар. 29 жовтня 1890, Анно — пом. 12 березня 1952, Москва) — радянський графік.

## Біографія
Народився 17 [29] жовтня 1890 року с селі Анно Полтавської губернії Російської імперії. У 1906—1908 роках навчався в художній студії Іллі Машкова, а також в Італії, Франції.
Викладав у Московському державному художньому інституті імені В. І. Сурикова та Московському поліграфічному інституті.
Помер в Москві 12 березня 1952 року.

## Творчість

Афіша «Таис». 1919

Малював аквареллю, олівцем, тушшу портрети поетів, композиторів, художників, музикантів, вчених. Оформляв та ілюстрував книги для видавництв, виконував афіші. Автор
- станкових робіт: портрети Андрія Бєлого, Вячеслава Іванова, Павла Флоренського, Владислава Ходасевича, Густава Шпета, Марини Цвєтаєвої;
- графічної серії «Уявні портрети» (Гете, Марк Аврелій, Наполеон, Мікеланджело, Пушкін та інші)[1].

Брав участь у виставках об'єднань «Світ мистецтва» у 1921 році та «Союз російських художників» у 1922 році.
Роботи художника зберігаються в Державній Третьяковській галереї, Державному літературному музеї.

## Літераура
- Андрейканіч А. І. «Антологія українського плаката першої третини ХХ століття». — Косів: Видавничий дім «Довбуш», 2012. — 120 с.; іл. сторінка 24. [Архівовано 8 жовтня 2020 у Wayback Machine.] ISBN 966-5467-23-4.